# NGC 4942
NGC 4942 је спирална галаксија у сазвежђу Девица која се налази на NGC листи објеката дубоког неба.
Деклинација објекта је - 7° 38' 56" а ректасцензија 13h 4m 19,0s. Привидна величина (магнитуда) објекта NGC 4942 износи 13,0 а фотографска магнитуда 13,7. Налази се на удаљености од 28,5000 милиона парсека од Сунца. NGC 4942 је још познат и под ознакама IC 4136, MCG -1-33-78, IRAS 13017-0723, PGC 45177.